# إنغريد هرنانديز
إنغريد هرنانديز (بالإسبانية: Ingrid Hernández) هي منافسة ألعاب القوى كولومبية، ولدت في 29 نوفمبر 1988 في بوغوتا في كولومبيا.
شاركت إنغريد في سباق 20 كيلومترًا في دورة الألعاب الأولمبية الصيفية 2012.

## وصلات خارجية
- إنغريد هرنانديز على موقع الاتحاد الدولي لألعاب القوى (الإنجليزية)
- إنغريد هرنانديز على موقع أوليمبيديا (الإنجليزية)